# Hallands Väderö

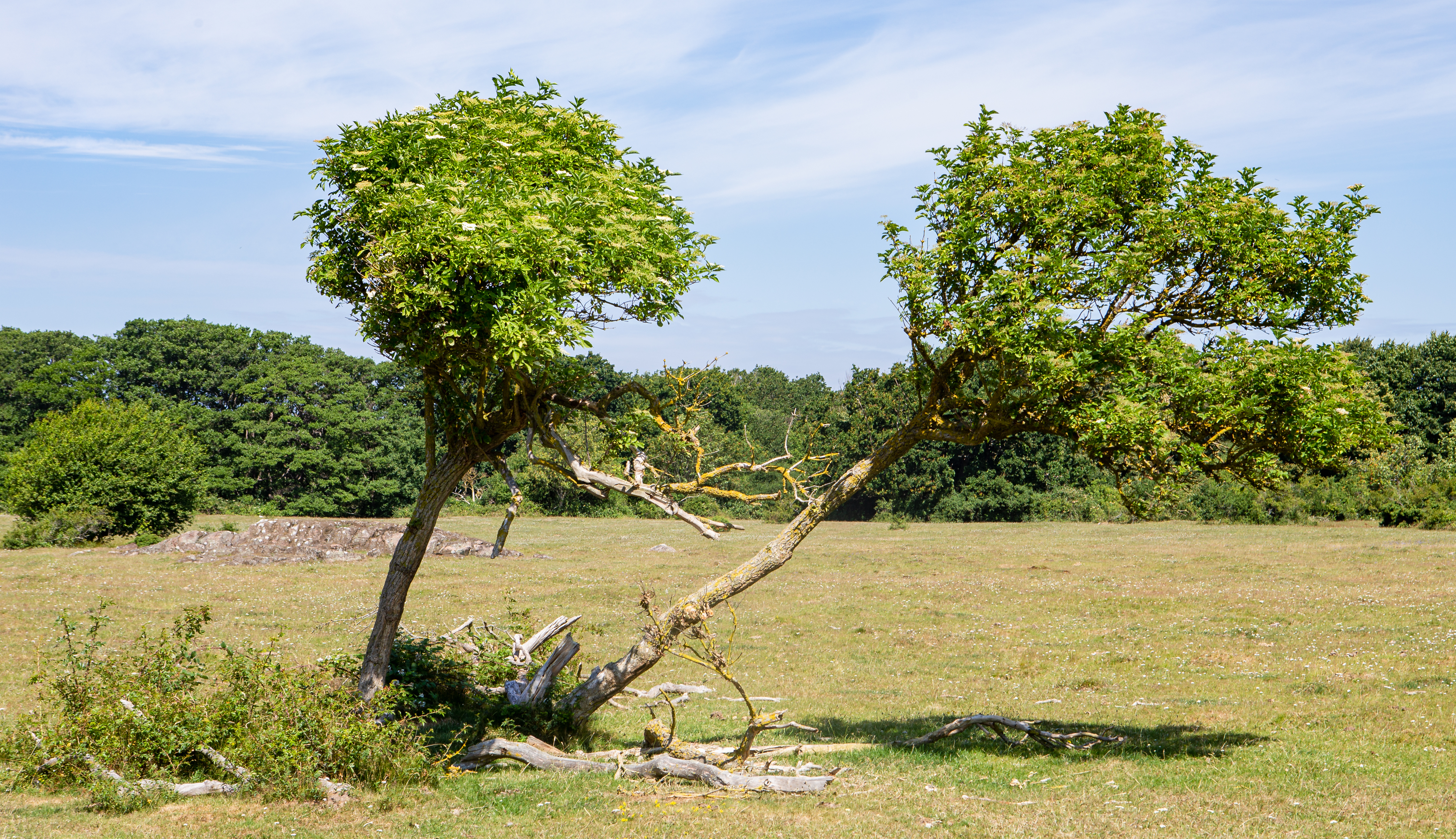
Vegetation på ön.

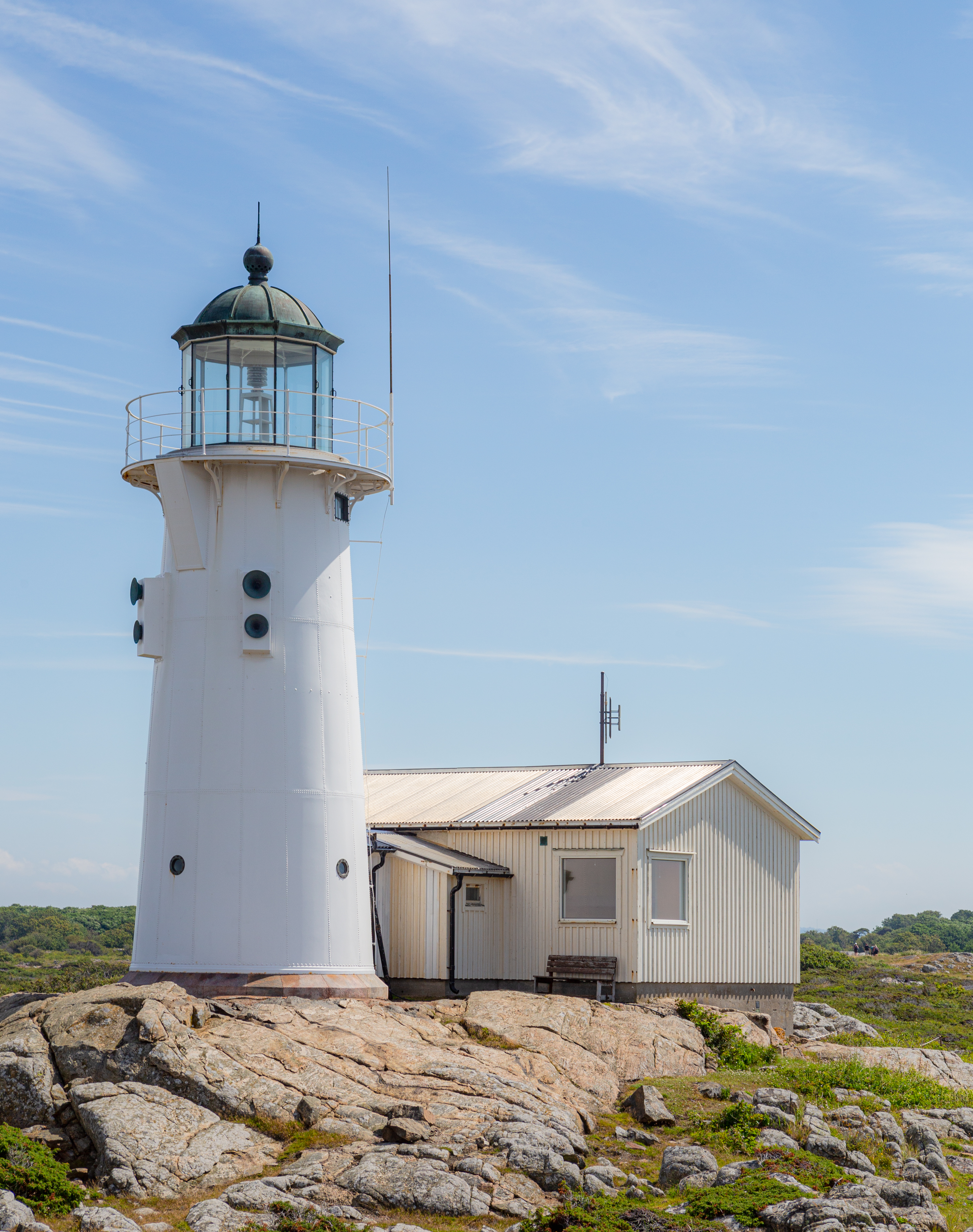
Fyren, Hallands Väderö.

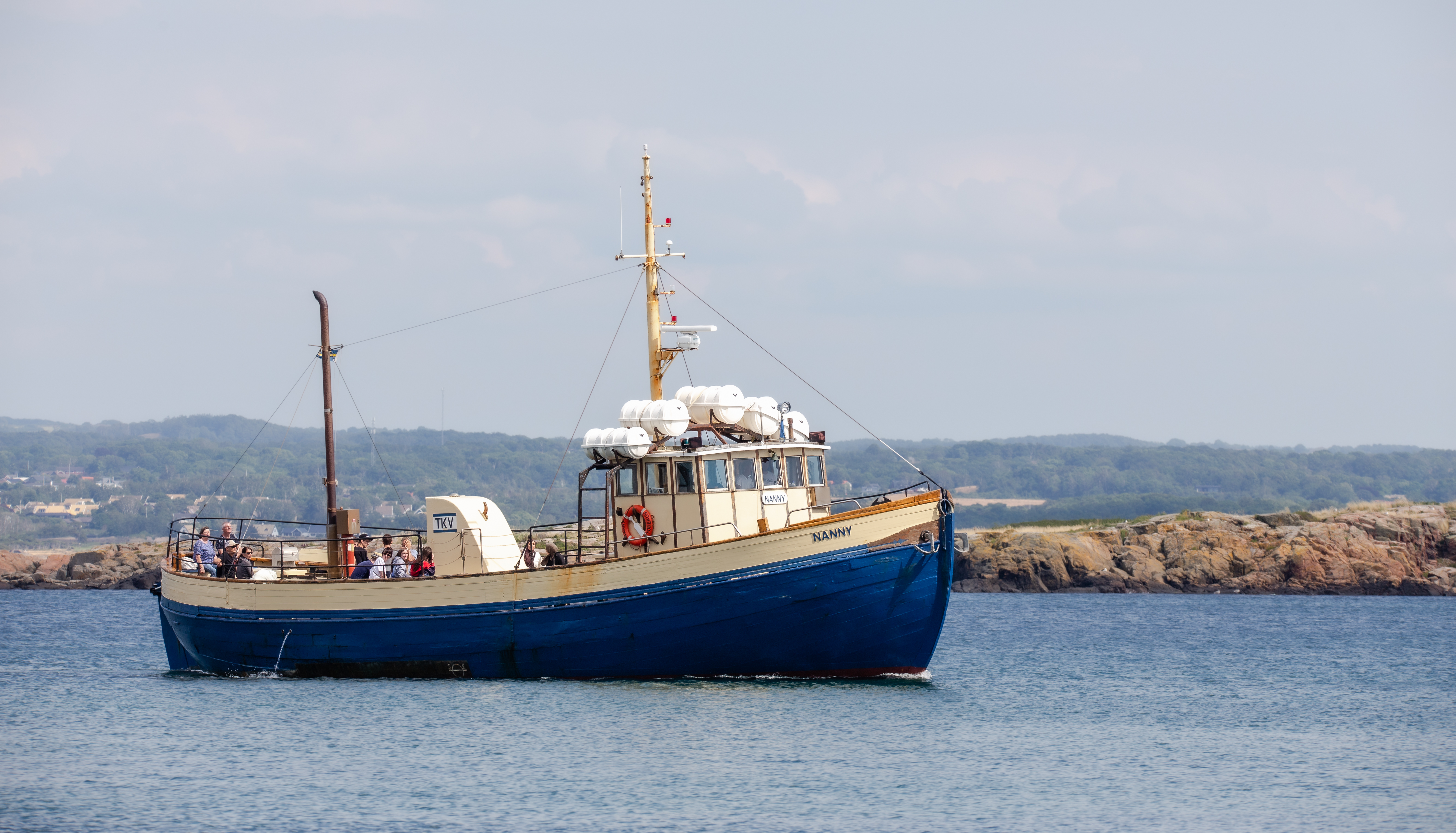
Turbåten anländer från Torekov.

Karta över Hallands Väderö och Torekov.

Hallands Väderö är, namnet till trots, en skånsk ö i Kattegatt som är 3 km² stor och ligger i  Torekovs socken i Båstads kommun. Ön har unika natur- och kulturvärden och är sedan 1958 klassad som naturreservat samt som Natura 2000-område. Dessutom har den ett milt klimat, där nederbörden är mindre och solskenstimmarna fler än fastlandets. Hallands Väderö är Sveriges näst varmaste plats.

## Natur
Människans hävd på landskapet fortsätter idag och under sommarhalvåret betar får, hästar och nötkreatur på stora delar av ön. Framför allt Nörre skog är öppen och betad, medan Söndre skog är tät och bitvis nästan urskogslik tack vare en hindrande stengärdsgård. Insprängda i skogen ligger stora alkärr, till exempel Ulagapskärret i Söndre skog med rikt fågelliv och svärdsliljor. På södra delen ligger också en liten insjö som kallas Hälledammen.
Hallands Väderö har en mycket rik flora med över 600 funna växtarter. I lövskogen finns lundväxter som lundarv och lundslok, och kaprifolen klättrar överallt på träden. I strandfloran ingår flera ovanliga arter som marrisp, strandkål och sodaört. Ön är också känd för sina många björnbärsarter. I Söndre skog står också Kungseken, Sveriges grövsta bergek (Quercus petrea) med sina 5,24 meter i omkrets, som är namngiven efter Oscar II som ofta stod på pass vid eken under harjakterna på ön. Det finns en bokskog från 1700-talet. I de gamla lövträden trivs sällsynta skalbaggar som taggbock, bokoxe och läderbagge.
Fågellivet är mycket rikt och bland lövträden kan man finna gärdsmyg, svarthätta och rosenfink. Det är dock sjöfåglarna som dominerar och på öns södra och sydöstra sida finns ett stort fågelskyddsområde i vilket även Vinga skär och en del små klippöar ingår. Här häckar främst havstrut, gråtrut, fiskmås, skrattmås, ejder, gravand och storskarv men också diverse tärnor och grisslor. På skären ses regelbundet knubbsäl och ibland gråsäl.
Det finns också många ovanliga svampar och lavar. Vid kusten dominerar de röda gnejsklipporna men det finns även badstränder. På ön har Sveriges biodlares riksförbund sedan 1963 en avelsstation för italienska bin, apis mellifera ligustica.

## Bebyggelse
Ön har flera kulturlämningar som visar att människan vistats på Väderön sen tidig stenålder, bland annat finns 41 lämningar av tomtningar registrerade i Riksantikvarieämbetets fornminnesregister, flertalet klassade som fornlämningar. Idag saknar ön fastboende.
I januari 2006 fastslog Lantmäteriverket att Svenska kyrkan är ensam ägare till hela ön enligt en uppgörelse från 1753. Ön antogs dessförinnan vara statlig. Svenska kyrkan äger fyra stugor på ön som den hyr ut, men sedan 2006 måste man vara medlem i Svenska kyrkan för att få lov att hyra någon av dem. Det finns åtta privatägda stugor på ön som nyttjas om sommaren.
En turbåt från Torekov trafikerar Hallands Väderö under sommarhalvåret. Vid öns hamn, Sandhamn, finns ett sommarkafé och därifrån utgår ett flertal lättillgängliga strövstigar.
På öns nordvästra sida finns en 13 meter hög fyr som uppfördes 1884 och som sedan 1965 är helautomatiserad och obemannad. Tillhörande fyrvaktarbostäder fungerar idag som uthyrningshus. I Lotsstugan, öns äldsta hus uppfört 1844 med utsikt över Kappelhamn på södra delen av ön, finns ett natur- och kulturmuseum med gratis inträde och öppettider från maj till september. I Söndre skog finns en gammal skeppskyrkogård.[källa behövs]